# 송대남
송대남(宋大南, 1979년 4월 5일~)은 대한민국의 유도 선수, 코치이다. 소속 팀은 남양주시청이며, 34세의 나이로 처음 출전한 런던 올림픽 유도 남자 90kg 이하급에서 금메달을 획득했다. 베이징 올림픽 대표 선발전에서 당시 81kg 이하급으로 참가하였으나, 체급을 올리고 올라온 김재범에게 패해 올림픽 출전에 실패하였다. 그 후 그는 유도 선수 은퇴까지 고려하였다고 했으나, 정훈 유도 대표팀 감독의 도움으로 체급을 더 늘려서 90kg 이하급으로 처음이자 마지막 올림픽 출전에 성공하였다. 올림픽 금메달로 유종의 미를 거두고 현역에서 은퇴한 후, 남자 유도 국가대표팀 코치로 선임되었다.